# Lytta refulgens
Lytta refulgens är en skalbaggsart som beskrevs av Horn 1870. Lytta refulgens ingår i släktet Lytta och familjen oljebaggar. Inga underarter finns listade i Catalogue of Life.